# Cyrtodactylus khelangensis
Espèce
Cyrtodactylus khelangensis est une espèce de geckos de la famille des Gekkonidae.

## Répartition
Cette espèce est endémique de la province de Lampang au Thaïlande. Elle se rencontre dans une grotte calcaire dans le Pratu Pha.

## Étymologie
Son nom d'espèce, composé de khelang et du suffixe latin -ensis, « qui vit dans, qui habite », lui a été donné en référence au lieu de sa découverte, Khelang ancien nom de Lampang.

## Publication originale
- Pauwels, Sumontha, Panitvong & Varaguttanonda, 2014 : Cyrtodactylus khelangensis, a new cave-dwelling Bent-toed Gecko (Squamata: Gekkonidae) from Lampang Province, northern Thailand. Zootaxa, no 3755 (6), p. 584–594.